# Fortidsminneforeningen
Fortidsminneforeningen er en norsk organisation som arbejder for bevaring af fortidsminder og kulturminder, særlig bygninger og bygningsmiljøer. Foreningen blev stiftet 16. december 1844 på initiativ af maleren Joachim Frich. J.C. Dahls arbejde var af afgørende betydning for at foreningen blev stiftet.
Foreningen har omkring 7.000 medlemmer og er medlem af Norges kulturvernforbund. Tidsskriftet Fortidsvern udgives af foreningen og udkommer med fire numre om året. Derudover udsender foreningen en årbog.
Foreningen arbejder særligt for 
- praktisk kulturmindebeskyttelse
- at styrke kulturmindebeskyttelsen i offentlig regi
- at bedre betingelserne for den frivillige kulturmindebeskyttelse
- kundskabsformidling

## En af verdens første organisationer for kulturmindebeskyttelse
Foreningen til Norske Fortidsmindesmerkers Bevaring blev stiftet i 1844 af norske kunstnere, som på studieture i bygder og dalstrøg havde «opdaget» den norske kulturarv. De havde også under deres studier i Tyskland knyttet kontakter til personer og organisationer som arbejdede for bevaring af kulturminder. Maleren J.C. Dahl (1788–1857) var den første som tog til orde for at bevare de tilbageværende og nedrivningstruede stavkirker, og han forsøgte at vække international forståelse for dem gennem udgivelsen af plancheværket Denkmale einer sehr ausgebiltdeten Holzbaukunst aus den frühesten Jahrhunderten in den innern Landschaften Norwegens i 1836-37. Han foreslog også at restaurere Håkonshallen og Nidarosdomen. Tiden omkring 1840 var en økonomisk opgangstid med begyndende industrialisering, som førte til modernisering på mange felter, men også til radikale samfundsændringer som truede gamle kulturformer. Samtidig opstod nationalromantiske strømninger som gav grobund for tanken om at tage vare på traditionelle kulturytringer. Dahl var ikke fortidsmindeforeningens stifter, men blev dens først æresmedlem.
Invitationen til at stifte en forening for beskyttelse af kulturminder blev trykt i Morgenbladet 17. maj 1844, og den blev formelt stiftet på den konstituerende generalforsamling på Universitetet 16. december samme år. Formålet var «at opspore, undersøge og vedligeholde norske Fortidsmindesmærker, især saadanne som oplyse Folkets Kunstfærdighed og Kunstsans i Foriten, samt gøre disse Genstande bekendte for Almenheden ved Afbildninger og Beskrivelser.» Den første «Direktion» (styre) bestod af malerne Joachim Frich og Adolph Tidemand, arkitekt Johan Henrik Nebelong, kammerherre Christian Holst og formanden, professor i historie Rudolf Keyser. Kong Oscar I erklærede sig  villig til at være foreningens protektor.

## Antikvar Nicolaysens formandstid
Malere, arkitekter og historikere var drivkræfterne i de første år. Men god fremdrift blev der først da juristen Nicolay Nicolaysen (1817–1911) kom med i direktionen og blev formand i 1851. Med færre end 1000 betalende medlemmer var økonomien for svag til at opnå resultater, og Nicolaysen søgte og fik tilskud over statsbudgettet. Han blev i 1860 ansat som foreningens antikvar med løn fra staten. 
Helt fra starten udgav foreningen sine årsberetninger, og snart blev de supleret med flotte plancheværker med opmålingstegninger af stuer, lofter og kirker. Uden en lovbaseret statslig kulturmindebeskyttelse var bevaring en sag for specielt interesserede privatpersoner. For kirkernes del var lovværket tvært imod en trussel, da Kirkeloven af 1851 pålagde kommunerne at opretholde  kirker som kunne rumme 3/10 af indbyggerne. For at redde fortidsminder fra nedrivning eller forfald måtte foreningen som sidste udvej købe dem og tage ansvaret for restaurering og vedligeholdelse. Sådan blev foreningen en stor ejendomsbesidder, og det er dens fortjeneste at stavkirkerne i Urnes, Borgund, Hopperstad, Torpo og mange flere bygder stadig eksisterer. Med tiden blev foreningen ejer af otte stavkirker, fire stenkirker og fire klosterruiner fra middelalderen, ruinen af Steinvikholm Slot – til sammen nær 40 ejendomme. 
I Nicolaysens formandstid drev foreningen også arkæologiske udgravninger og indsamling af oldsager til norske museer. Mod slutningen af 1800-tallet var arkæologiske museer etableret i fem landsdele, og da Lov om fredning og bevaring av fortidslevninger blev vedtaget i 1905, overtog staten det fulde ansvar for kulturminder fra før reformationen. Men da var Nicolaysens tid som formand ovre, og en ny generation overtog ledelsen. Foreningen koncentrerede sig derefter om beskyttelse af bygninger fra nyere tid. 

## Ejendomme
Foreningen ejer og tager vare på mere end 40 ejendomme rundt om i Norge. De fleste er store og vigtige steder som villaejendomme, fæstninger, fyr, slotsruiner, kirker og stavkirker. Foreningen har også engageret sig i bevaring af mindre bygninger som gårde, sætere, bygårde og telefonkiosker. 
Nogle af foreningens ejendomme.
- Borgund stavkirke
- Finnesloftet
- Garnisonssykehuset i Stavern
- Hestad kapell
- Holdhus kirke
- Hopperstad stavkirke
- Hove kirke
- Hustad kirke
- Huth fort
- Kvernes stavkirke
- Lillingstonheimen
- Logtun kirke
- Ole Bulls villa Lysøen
- Moster gamle kirke
- Munkeby kloster
- Nonneseter kapell
- Nore stavkirke
- Nyholmen fyr
- Per Amundsagården
- Rasmusgården
- Rein kloster
- Rødven stavkirke
- Steinvikholm Slot
- Stordal gamle kirke
- Stranges stiftelse
- Tautra kloster
- Torpo stavkirke
- Urnes stavkirke
- Uvdal stavkirke
- Vøienvolden gård

Kaupanger stavkirke tilhører menigheden, mens Fortidsminneforeningen forvalter kirken som turistmål.

## Tillidsvalgte
Det årlige repræsentantskab (landsmøtet) i Fortidsminneforeningen vælger et hovedstyre, som leder organisationen mellem repræsentantskabsmøderne. Ved reprædentantskabsmødet 2017 blev Margrethe C. Stang valgt til leder i foreningen.